# Olbernhau
Olbernhau è un comune di 10 535 abitanti del libero stato della Sassonia, Germania, nel circondario dei Monti Metalliferi.

## Amministrazione

### Gemellaggi
- Stadtbergen
- Litvínov
- Brie-Comte-Robert
- Stia